# 月曜ドラマ9
『月曜ドラマ9』（げつようドラマナイン）は、1986年10月20日から1987年3月23日までテレビ朝日系列局が編成していたテレビ朝日製作のテレビドラマ枠である。2回から4回までの短期ドラマ、または1回限りの単発ドラマを放送していた。なお、放送時間は毎週月曜 21:00 - 21:54 （日本標準時）であった。

## 概要
1982年10月4日から4年間にわたって同時間帯に編成された『月曜ワイド劇場』の後番組として編成された1時間ドラマである。すべての作品の主演に女優が起用され、『月曜ワイド劇場』で放送された「聖母たち」と「カラオケ女医者」の各シリーズの新作も当番組で放送されたが、番組自体はわずか半年で放送終了となった。なお、同枠は後番組の『EAT9』からバラエティ番組に変更されたため、当番組が「テレビ朝日月曜9時枠の連続ドラマ」事実上の最終作となった。

## 放映リスト
各作品ともテレビ朝日が製作したが、作品名のサブタイトルはすべて省略する。なお、複数回にわたって放送した作品は放送日に「 - 」を付した。
| 作数 | 放送年 | 放送日              | 話数 | タイトル                  | 脚本     | 主演       | 備考                             |
| ---- | ------ | ------------------- | ---- | ------------------------- | -------- | ---------- | -------------------------------- |
| 1    | 1986年 | 10月20日 - 11月03日 | 3    | 京都花見小路の女          | 柴英三郎 | 山本陽子   |                                  |
| 2    | 1986年 | 11月10日            | 1    | 嫁姑 デリシャスグルメ合戦 | 原教子   | 星野知子   |                                  |
| 3    | 1986年 | 12月01日 - 12月08日 | 2    | 新・乳母車                | 松原敏春 | 沢口靖子   |                                  |
| 4    | 1986年 | 12月15日 - 12月22日 | 2    | 誘われて二人旅・露天風呂  | 原教子   | 叶和貴子   |                                  |
| 5    | 1987年 | 01月05日            | 1    | お見合いドラフト会議      | 高橋正康 | 手塚理美   |                                  |
| 6    | 1987年 | 01月12日 - 01月19日 | 2    | 男は早咲き、女は遅咲き    | 小森名津 | 小柳ルミ子 |                                  |
| 7    | 1987年 | 02月02日 -02月09日  | 2    | 湯けむり街の聖母たち      | 岡田正代 | 田中好子   | 「聖母たち」シリーズの新作       |
| 8    | 1987年 | 02月23日 -03月16日  | 4    | 新宿カラオケ女医者        | 香取俊介 | 市原悦子   | 「カラオケ女医者」シリーズの新作 |
| 9    | 1987年 | 03月23日            | 2    | 女と男のまわり道          | 篠崎好   | 丘みつ子   |                                  |

付記事項
- 「湯けむり街の聖母たち」と「新宿カラオケ女医者」は『月曜ワイド劇場』で放送された作品の続編（新作）である。
- 放送休止は1986年が11月17日・24日と12月29日の3回、1987年は1月26日と2月16日の2回がそれに該当する。